# Howell der Gute

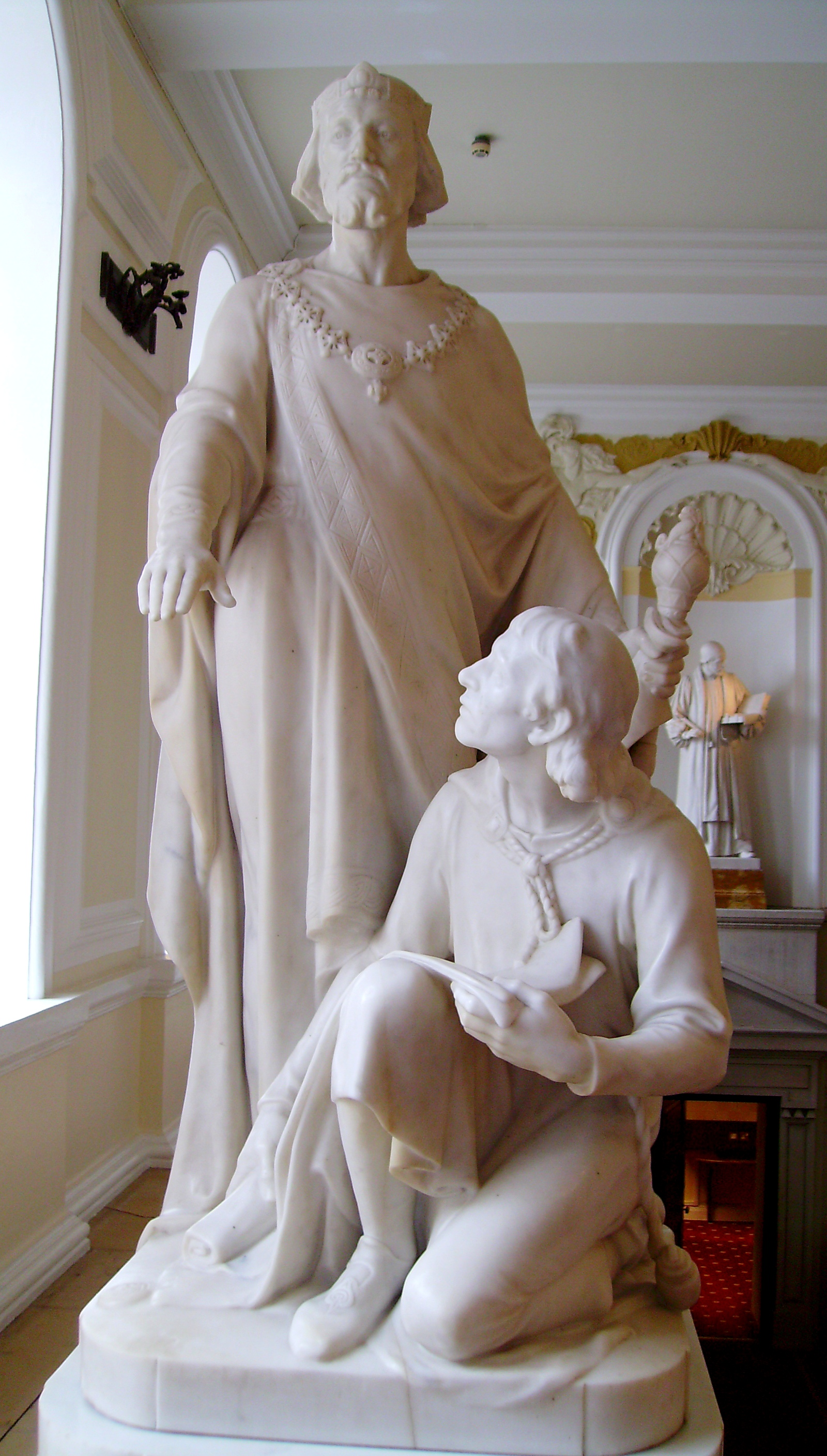
Statue Howell des Guten (F. W. Pomeroy, Rathaus, Cardiff)

Howell der Gute, auch Hywel Dda, (* um 880; † 950) war ursprünglich König von Deheubarth im südwestlichen Wales, später herrschte er über den größten Teil von Wales.
Howell war durch seinen Vater ein Nachfahre von Rhodri Mawr und somit ein Mitglied des Dinefwr-Zweiges der aus Powys stammenden Dynastie. Er wird als der erfolgreichste walisische Herrscher aus der Zeit vor der normannischen Eroberung bezeichnet. Sein Name wird mit der Entwicklung der walisischen Gesetze verbunden, die auch als Laws of Hywel (Hywels Gesetze) bekannt sind. Sie sind im Llyfr Gwyn Hergest („Das Weiße Buch von Hergest“) überliefert.
2008 wurden das in Cardiff gelegene Crickhowell House, zwischen 1999 und 2006 Sitz der Nationalversammlung für Wales, in Tŷ Hywel, der dort gelegene frühere Plenarsaal in Siamber Hywel umbenannt.

## Leben
Howell der Gute wurde um 880 als jüngerer Sohn Cadell ap Rhodris, eines Sohnes Rhodri Mawrs, geboren. Nachdem Cadell Dyfed erobert hatte, gab er es seinem Sohn, der es in seinem Auftrag regieren sollte. Hywel konnte seine Position als Herrscher noch durch die Heirat mit Elen, deren Vater vor seinem Tode selbst Herrscher von Dyfed gewesen war, festigen. 
Nachdem sein Vater 909 gestorben war, erbte er einen Teil von Seisyllwg und vereinigte nach dem Tode seines Bruders im Jahre 920 Dyfed und Seisyllwg. So schuf er sich ein neues Königreich, das als Deheubarth bekannt wurde. Nach dem Tode seines Cousins Idwal Foel im Jahre 942 ergriff er auch die Herrschaft über Gwynedd und beherrschte mehr als drei Viertel des heutigen Wales.
Hywels Regentschaft war nicht charakteristisch für die damalige Zeit, denn er führte kaum Kriege und erreichte eine Freundschaftsbeziehung mit Æthelstan von England. Die Beziehung zwischen den beiden Herrschaftsgebieten ermöglichte, dass Hywel als erster und einziger walisischer Herrscher, der jemals eine eigene Währung hatte, seine eigenen Münzen in der englischen Stadt Chester prägen lassen konnte. 
Das Studium des englischen Rechtssystems und die Pilgerfahrt nach Rom im Jahre 928 – natürlich wollte er die Möglichkeit haben, einen der Päpste Johannes X., Leo VI. oder Stephan VII., die in diesem Jahr auf dem Heiligen Stuhl saßen, zu treffen – machten es ihm möglich, fortgeschrittene Ideen einer Regierung auszuarbeiten.
Die Konferenz, die 945 in Whitland abgehalten wurde, war eine Art Parlament, in dem das walisische Gesetz beraten und niedergeschrieben wurde.
Nach dem Tode Hywel Ddas zerfiel sein Königreich schnell in drei Reiche; Gwynedd wurde von den Söhnen Idwal Foels übernommen, und Deheubarth wurde unter Hywels Söhnen aufgeteilt.
Hywels Gesetze galten vollständig bis zur englischen Eroberung von Wales und wurden erst im 16. Jahrhundert vollständig vom englischen Parlament abgeschafft.